# Andrena scutellinitens
Andrena scutellinitens là một loài Hymenoptera trong họ Andrenidae. Loài này được Viereck mô tả khoa học năm 1916.